# Daz Dillinger
Delmar Drew Arnaud (Long Beach, Califórnia, 25 de maio de 1973), mais conhecido pelo seu nome artístico Daz Dillinger (e anteriormente Dat Nigga Daz) é um produtor de hip hop e rapper estadunidense, mais conhecido por fazer dueto com Kurupt, no grupo chamado de Tha Dogg Pound, e ter trabalhado para a Death Row Records. Ele também é primo de Snoop Dogg, Nate Dogg, Lil' ½ Dead e RBX.

## Discografia
- 1998: Retaliation, Revenge and Get Back
- 2000: R.A.W.
- 2002: This Is the Life I Lead
- 2002: I Got Love In These Streetz
- 2003: DPGC: U Know What I'm Throwin' Up
- 2004: I Got Love in These Streetz - The Album
- 2005: Tha Dogg Pound Gangsta LP
- 2005: Gangsta Crunk
- 2006: So So Gangsta
- 2007: Gangsta Party
- 2008: Only on the Left Side
- 2009: Public Enemiez
- 2013: West Coast Gangsta Shit ft. WC